# Sergio Endrigo
Sergio Endrigo (Pola, 15 de junio de 1933 - Roma, 7 de septiembre de 2005) fue un cantautor italiano.

## Trayectoria artística
Hijo de un cantante lírico, abandona muy joven la senda lírica para dedicarse a la canción de autor, constituyendo entonces, junto con otros autores como Gino Paoli, Luigi Tenco o Fabrizio De André uno de los primeros exponentes del naciente concepto de cantautor italiano. Más próximo durante buena parte de su trayectoria a algunos destacados poetas como Pier Paolo Pasolini o Gianni Rodari que a sus músicos contemporáneos, se hace sin embargo ampliamente conocido tras ganar junto al brasileño Roberto Carlos el Festival de la Canción de San Remo de 1968 e ir ese mismo año al Festival de la Canción de Eurovisión.
Endrigo fue muy popular en distintos países iberoamericanos, singularmente en Brasil, donde colaboró con diversos músicos. En los últimos años de su vida fue dejado de lado por las compañías, hasta el punto de que de su último disco solamente se editaron 1500 copias y no se le realizó la más mínima promoción. No obstante, no dejó de estar presente en la conciencia de un grupo minoritario pero fiel de seguidores, así como en la obra de distinguidos músicos de generaciones posteriores, como Franco Battiato, que grabó algunas de sus canciones.
También tradujo al italiano y cantó el poema "La paloma" del poeta español Rafael Alberti, con música del compositor argentino Carlos Guastavino y con el título de "Se equivocó la paloma", canción que luego popularizó el cantautor catalán Joan Manuel Serrat y posteriormente fue versionada por otros intérpretes. Otro de sus grandes éxitos de Endrigo fue "Lontano dagli occhi" de 1969, traducida al castellano y popularizada en toda España y Latinoamérica por Dyango como "Lejos de mí".

## Discografía

### Albuns de estudio
- 1963 - Sergio Endrigo
- 1964 - Endrigo (álbum en 1964)
- 1966 - Endrigo (álbum en 1966)
- 1968 - Endrigo (álbum en 1968)
- 1969 - La vita, amico, è l'arte dell'incontro
- 1970 - L'arca di Noè
- 1971 - Nuove canzoni d'amore
- 1972 - L'arca
- 1973 - Elisa Elisa e altre canzoni d'amore
- 1974 - La voce dell'uomo
- 1974 - Ci vuole un fiore
- 1975 - Endrigo dieci anni dopo
- 1976 - Canzoni venete
- 1976 - Alle origini della mafia
- 1977 - Sarebbe bello...
- 1978 - Donna mal d'Africa
- 1979 - Exclusivamente Brasil
- 1981 - ...E noi amiamoci
- 1982 - Mari del sud
- 1986 - E allora balliamo
- 1988 - Fonit Cetra
- 1988 - Il giardino di Giovanni
- 1993 - Qualcosa di meglio
- 2003 - Altre emozioni
- 2004 - Cjantant Endrigo
- 2005 - I 45 giri

### Singles
| without Year | - E allora balliamo - Il mondo - La ballata dell'ex - Nelle mie notti - La canzone della libertà |
| 1959         | - Aiuto - Arrivederci - Avevamo la stessa età - Ero un uomo tranquillo - I Sing Ammore - Labbra di fuoco - Io sono il vento - Venus - Il tuo sorriso - Non so cos'è - Notte lunga notte - Nuvola per due - Ora che ho te (son felice di vivere) - Patricia - Piove - Storia di un amore - Tanta da morire - Tu (non-devi farlo più) - Tu sei quì - Un'ora con te |
| 1960         | - I tuoi vent'anni |
| 1961         | - La brava gente |

| 1962 | - Aria di neve - Basta così - Io che amo solo te - La periferia - Vecchia balera - Via Broletto 34 |
| 1963 | - La rosa bianca - Annamaria - Era d'estate - Se le cose stanno così - Viva Maddalena              |
| 1964 | - Ti amo                                                                                           |
| 1965 | - Come stasera mai - Mani bucate - Teresa                                                          |
| 1966 | - Adesso sì - Girotondo intorno al mondo - Io e la mia chitarra                                    |
| 1967 | - Dove credi di andare - Il treno che viene dal sud - Perché non-dormi fratello                    |
| 1968 | - Canzone per te - Il dolce paese - Il primo bicchiere di vino - La colomba - Marianne             |

| 1969 | - La casa - Lontano dagli occhi - San Firmino        |
| 1970 | - Dall'America - L'arca di Noé                       |
| 1971 | - La prima compagnia - Una storia - Quando ti lascio |
| 1972 | - Angiolina                                          |
| 1973 | - Antiqua - Elisa Elisa                              |
| 1974 | - Ci vuole un fiore                                  |
| 1976 | - A Barbara - Quando c'era il mare                   |
| 1980 | - Mille lire                                         |
| 1986 | - Canzone italiana - Le ragazze                      |
| 2002 | - La voce dell'uomo - Spiaggia libera                |